# Sweet Sixteen (2002)
Sweet Sixteen ist ein Film des britischen Regisseurs Ken Loach, gedreht im Jahr 2002 in Schottland.

## Handlung
Liam steht kurz vor seinem 16. Geburtstag. Er wohnt in einem reichlich heruntergekommenen Ort in der Nähe von Glasgow; die Werftenkrise hat ihre Spuren hinterlassen. Seine Mutter Jean sitzt im Gefängnis. Zusammen mit seinem Stiefvater Stan und seinem Großvater macht er sich auf den Weg zu ihr, um sie zu besuchen. Stan zwingt Liam, kleine Drogenpäckchen in seinem Mund zu verstecken und in das Gefängnis zu schmuggeln. Dort sollen sie von Jean, die früher selbst drogenabhängig war, weiterverkauft werden, und Stan kassiert dafür von den Freunden, die in Freiheit leben. Liam weigert sich jedoch, da er nicht möchte, dass seine Mutter dabei erwischt wird. Dies hat zur Folge, dass er auf der Rückfahrt von den beiden Männern aus dem Auto gezerrt und verprügelt wird. Anschließend werfen sie ihn aus der gemeinsamen Wohnung. Unterschlupf findet der Junge bei seiner Schwester Chantelle, die bereits einen kleinen Sohn namens Calum hat und ihren Bruder abgöttisch liebt, die Mutter jedoch verachtet.
Liams größter Wunsch ist es, seiner Mutter nach deren Entlassung aus dem Gefängnis – einen Tag vor seinem 16. Geburtstag – ein neues Leben bieten zu können. Als er einen Wohnwagen mit Blick auf den Clyde findet, tut er alles, um seinen Traum zu verwirklichen. Die 6.000 Pfund, die er dafür jedoch aufbringen muss, wird er mit den geschmuggelten Zigaretten, die er regelmäßig verkauft, nicht zusammenbekommen.
Doch dann kommt er auf eine aberwitzige Idee: Er stiehlt seinem Stiefvater das Heroin und verkauft es selber. Pinball, sein bester Freund, hilft ihm dabei. Liam kommt dadurch in Kontakt zu den Großdealern, die ihre Chance wittern. Liam bekommt einen Pizzadienst als Tarnung und kann dadurch seine Geschäfte viel unkomplizierter abwickeln. Doch dadurch wird Liam zu dem, was er bei seinem Stiefvater verachtet: zum Dealer.
Pinball dagegen kommt nicht gut bei den Bossen an, und aus Rache zündet er Liams Wohnwagen an und fährt den Sportwagen des Oberdealers in dessen mondänes Fitness-Center. Als Liam daraufhin von jenem Besitzer eine neue und komplett eingerichtete Wohnung für seine Mutter angeboten bekommt, schreckt er auch davor nicht zurück, die erwartete Gegenleistung zu erbringen: Pinball „zu erledigen“.
Als Liams Mutter entlassen wird, holt er sie ab und überrascht sie mit der neuen Wohnung. Doch sie hält es nur eine Nacht darin aus und geht am nächsten Morgen zurück zu Stan. Als Liam dies mitbekommt, macht er sich auf den Weg, um seine Mutter wieder zurückzuholen. Stan jedoch provoziert ihn aufs Äußerste, bis Liam die Fassung verliert und seinen Stiefvater mit einem Messer ersticht.
Etwas später läuft Liam traurig am Ufer des Clyde entlang, als plötzlich sein Mobiltelefon klingelt. Seine Schwester ist am anderen Ende der Leitung, die ihm sagt, dass die Polizei ihn suche und auch schon bei ihr gewesen sei. Liam ist gescheitert und gefangen in dem gleichen Teufelskreis wie seine Mutter und sein Stiefvater.

## Kritiken
- Die FAZ vom 24. Juni 2003 meint:
„Loach und Laverty aber, anders als der halbwüchsige Held von ‚Sweet Sixteen‘, erliegen nicht ihren Idealen. Die Sozialstudie aus heruntergekommenen Randbezirken jenseits von Glasgow, wo ehedem profitable Werften verrotten, ist unerbittlich und parteiisch gewiß auch – selbstgerecht aber ist sie nie.“
- Die Zeit vom 26. Juni 2003 schreibt:
„In der Kombination langer Einstellungen und unruhiger Handkameraaufnahmen schafft Ken Loach eine dokumentarische Ästhetik, die sich seinem Helden äußerst behutsam nähert. Aber die Offenheit der dokumentarischen Form lässt uns nicht im Unklaren über die Richtung, in die der Regisseur seine Geschichte führen will. Die Umstände, so legt er uns nahe, sind oftmals stärker als jeder Wille zur Veränderung. In diesem Kosmos ist der Regenbogen, der für einen Augenblick über der Vorortsiedlung aufscheint, ebenso trügerisch und fahl wie der Glamour des lokalen Mafiosos.“
- Die Welt vom 26. Juni 2003 betont:
„Loach-like wird die Geschichte mit erdrückender Authentizität erzählt, in kargen Bildern und dem Maximum an schauspielerischem Potenzial. Allein, was Loach aus seinem Hauptdarsteller Martin Compston herausholt – der bislang noch nie vor einer Kamera gestanden hat –, ist unglaublich.“
- Die taz vom 26. Juni 2003 lobt:
„Vor allem aber dürfte ‚Sweet Sixteen‘ der Film sein, in dem Ken Loach seine Kunst des sozialen Realismus erstmals zur Perfektion getrieben hat. Nie war sein Verzicht auf Pathoselemente so unerbittlich. Nie hatte er ein solch fantastisches Drehbuch wie das seines langjährigen Mitarbeiters Paul Laverty, das sich dafür umso liebevoller auf seine Hauptfigur konzentriert. Doch, es liegt viel Süße in dieser Geschichte und im Spiel des von der Straße gecasteten Martin Compston, auch wenn sein derber schottischer Slang zu den in Großbritannien mittlerweile üblichen Untertiteln und einer völlig inakzeptablen Altersgrenze ab 18 geführt hat. Der Titel lügt nicht. Man hätte es auch nicht geglaubt, dass Ken Loach auf seine alten Tage ironisch wird.“
- epd Film, Ausgabe 7/2003 meint:
„Hervorragend gespieltes, packendes Drama von Ken Loach, das auf explizit politische Aussagen verzichtet.“

## Auszeichnungen
- Hauptpreis Goldene Ähre auf der Semana Internacional de Cine de Valladolid im Jahr 2002
- Auszeichnung für das beste Drehbuch für Paul Laverty auf den Filmfestspielen in Cannes 2002
- BAFTA Award für Martin Compston im Jahr 2002
- Europäischer FIPRESCI-Preis